# Sakima
Sakima, pseudonimo di Isaac Sakima (Newcastle upon Tyne, 20 marzo 1991), è un cantautore inglese.

## Biografia
Sakima nasce a Newcastle upon Tyne il 20 marzo 1991 e cresce a Milton Keynes. Negli anni successivi ritorna nella città natale.
Alla giovane età di 6 anni si identifica come gay dopo aver provato attrazione per un suo compagno di classe. Inizia ad addentrarsi nel mondo della musica a soli 8 anni.

## Carriera
Nel 2014 ha debuttato con il singolo Energy passato alla BBC Radio da Zane Lowe il primo agosto 2014. Per la produzione di questo singolo, Sakima, ha collaborato con Cyril Hahn e Ryan Hemsworth. Il brano fu distribuito dall'etichetta discografica Boom Ting (posseduta dal produttore discografico Jakwob).
Nel maggio 2017 Sakima ha pubblicato l'EP Facsimile contenente 4 tracce. La rivista LGBT Out ha descritto questo EP come "un ingresso nello strano erotismo". Una traccia contenuta in questo EP, He's Trippi, ha preso inspirazione dalla canzone She del cantante Zayn.
Il 13 ottobre 2017 ha pubblicato il suo secondo EP, Ricky. Questo extended play contiene 7 tracce e Sakima tratta argomenti come il rifiuto all'eteronormatività ed esplora lo slang Polari usato in alcune parti dell'Inghilterra. Tratto da questo EP, il singolo Daddy (ft.YLXR)  riscuote molto successo tanto che il videoclip del brano raggiunge milioni di visualizzazioni su YouTube e porta l'artista verso il successo. Difatti grazie al singolo Daddy, Sakima viene intervistato varie volte dalla rivista Billboard, rendendo chiara la sua immagine nell'industria musicale.
Successivamente Sakima rilascia vari singoli come Show Me, Death Is in the Air e Apps.
Il 14 settembre 2018, l'artista rilascia il singolo Holy Water, presente nel suo primo album in studio, nonché album di debutto, Project Peach. Joshua Bote di Billboard ha descritto Holy Water dicendo: "Sakima percorre l'amore per se stesso intrappolato in una nube di nebbia, trasformando l'iconico mantra di RuPaul in una vera e propria preghiera".

## Vita privata
Attualmente Sakima vive a Londra e si identifica sessualmente come gay. Sakima ha rivelato che rispetto al suo orientamento sessuale lui si accorse sin da subito che c'era qualcosa di diverso in lui.

## Discografia

### Album in studio
- 2019 - Project Peach

### EP
- 2017 - Facsimile
- 2017 - Ricky

### Singoli
- 2014 - Energy
- 2017 - What I Know Now (featuring AObeats)
- 2017 - Happy Hr
- 2017 - Ur Bdy
- 2017 - D F T
- 2018 - Death Is in the Air[5]
- 2018 - Show Me[6]
- 2018 - Back To You (featuring R3hab)[7]
- 2018 - Holy Water[4]
- 2018 - Apps (featuring Robokid)[8]
- 2018 - Virtus Domum
- 2019 - DJ Romance
- 2019 - Pity Party
- 2019 - All Your Secrets
- 2019 - The Man You Lost
- 2020 - U Dnt Fk Me Up

### Singoli come artista ospite
- 2020 - Paradise (Dj Shaan e Sakima)[9]